# 京都文化短期大学
京都文化短期大学（きょうとぶんかたんきだいがく、英語: Kyoto Bunka Junior College）は、京都府亀岡市曽我部南条に本部を置いていた日本の私立大学である。1983年に設置され、2000年に廃止された。大学の略称は文短。

## 概観

### 大学全体について
- 京都府亀岡市に所在した日本の私立短期大学で、設置主体は学校法人京都学園[1]。
- 学科数2、入学総定員100名体制で1983年に開学[2]。
- 1998年度の入学生を最後に[注釈 1]、2000年に短期大学としての使命を終える[5]。

### 教育および研究
- 設置されていた学科の一つである文化学科には、京都における伝統工芸や京料理、古典芸能などを学ぶ日本文化コースがあった。
- 経営学科には、秘書技能や経営・財務管理に関する知識や教養等を学ぶ秘書コース、「会計学」や「税務会計」などを中心に学ぶ企業会計コース、プログラミングやコンピューターなどを学ぶ情報管理コースがあった。

### 学風および特色について
- 開学当初より、女子を対象とした短大となっていた。
- 海外留学・研修として、アメリカ語学研修や中国・韓国・イギリス・フランス・イタリアなどで行われていた[6]。
- 当時、「現代女性の新しい生き方を検索する」といったキャッチコピーがあった。

## 沿革について
- 1983年
  - 1月17日 左記を以て文部省[注 2]より短期大学の設置が認可される[注 3]。
  - 4月1日 京都文化短期大学が以下の学科体制にて開学する。
    - 文化学科 入学定員100名
    - 経営学科 入学定員100名

  - 5月1日 学生数[10]/定員[11]
    - 経営学科 女119/100
    - 文化学科 女129/100
- 1987年
  - 4月1日 各学科の入学定員を以下の通り増員する[注 4]
    - 経営学科 100→120
    - 文化学科 100→120

  - 5月1日 学生数[15]/定員
    - 経営学科 女305/220
    - 文化学科 女295/220
- 1991年
  - 4月1日 各学科の入学定員を以下の通り増員する[注 5]。
    - 経営学科 120→150
    - 文化学科 120→150

  - 5月1日 学生数[19]/定員
    - 経営学科 女380/270
    - 文化学科 女376/270
- 1992年
  - 5月1日 学生数[20]/定員
    - 経営学科 女429/300
    - 文化学科 女441/300
- 1998年
  - 4月1日 この年度をもって学生募集を終了[注釈 1]。
  - 5月1日 学生数[21]/定員
    - 経営学科 女263/300
    - 文化学科 女161/300
- 1999年　 
  - 5月1日 学生数[22]/定員
    - 経営学科 女128/150
    - 文化学科 女76/150
- 2000年
  - 5月24日 左記を以て正式に廃止となる[5]。

## 基礎データ

### 所在地
- 京都府亀岡市曽我部南条

## 教育および研究について

### 組織

#### 学科
- 経営学科 入学定員150名
- 文化学科 入学定員150名

#### 専攻科
- なし

#### 別科
- なし

#### 取得資格について
- 司書資格
  - 経営学科
  - 文化学科

### 研究
＊『京都文化短期大学紀要』

## 大学関係者と組織について

### 大学関係者
歴代学長
- 田杉競

## 施設について

### キャンパス
- 短大独自の校舎があった。

### 学生食堂
- 京都文化短期大学の学生食堂（学食）は、京都学園大学と共同。

### 寮
- ワンルーム・タイプ6畳洋間1人1室、バス・トイレ・キッチン着きとなっていた[24]。

## 対外関係について

### 他大学との協定について

#### カナダ
- クラーク大学

### 系列校について
- 京都学園大学

## 卒業後の進路について

### 編入学・進学実績について
- 京都学園大学への編入学制度があった[6]。